# زبان رومانیایی
زبان رومانیایی (به رومانیایی: limba română، تلفظ: لیمبا رُمنه) یک زبان رومی است که میان ۲۴ تا ۲۸ میلیون گویشور دارد که در اصل از رومانی و مولداوی هستند. رومانیایی زبان رسمی رومانی، مولداوی و نیز استان خودگردان وویوودینا در صربستان است. در مولداوی این زبان مولداویایی خوانده می‌شود که همان زبان رسمی رومانی است که اختلاف‌های کوچکی در دستور هجایی دارد. رومانیایی همچنین زبان رسمی یا اداری برخی از انجمن‌ها مانند اتحادیه لاتین و اتحادیه اروپا است.
رومانیایی‌زبان‌ها همچنین از راه کوچ در دیگر کشورها نیز یافت می‌شوند به ویژه در ایتالیا، اسپانیا، پرتغال، آمریکا، فرانسه، کانادا و آلمان.
اگرچه آگاهی‌های درستی از شمار کوچندگان رومانیایی‌زبان دردست نیست. با این همه برخی منابع دست دوم گزارش از جمعیت بالای سه میلیون رومانیایی‌زبان کوچنده را در اروپا و آمریکای شمالی می‌دهد؛ هرچند سرشماری‌های انجام شده این آمار را درست نمی‌داند.

## رومانیایی در جایگاه زبان دوم

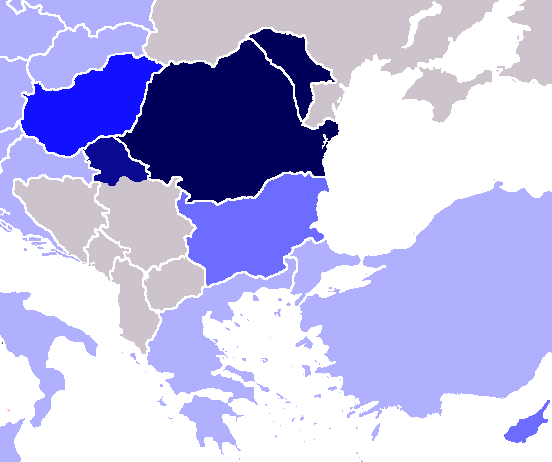
رومانیایی در جایگاه زبان دوم؛ رنگ تیره رومانیایی زبان بومی، آبی پررنگ بالای ۳ درصد، آبی کم‌رنگ میان ۱ تا ۳ درصد، توسی زیر ۱ درصدرومانیایی

زبان دوم بسیاری از اقلیت‌های قومی در رومانی و مولداوی است. برپایه سرشماری ۱۹۷۹ در مولداوی نزدیک به چهار درصد از جمعیت رومانیایی را زبان دوم خود می‌دانستند.
رومانیایی در برخی از سرزمین‌هایی که انجمن‌هایی رومانیایی هستند -مانند صربستان، مجارستان، اوکراین و بلغارستان آموزش داده می‌شود. بنیاد فرهنگی رومانی(ICR) از ۱۹۹۲ برای آموزگاران زبان رومانیایی در این کشورها دوره‌های تابستانی فراهم می‌نماید. در برخی از این آموزشگاه‌ها کسانی نیز یافت می‌شوند که رومانیایی زبان مادریشان نیست و آنان در جایگاه زبان دوم به آموختن آن می‌پردازند. به جز اینها در ۳۸ کشور جهان رومانیایی در جایگاه یک زبان بیگانه آموزش داده‌می‌شود.

## آواشناسی
رومانیایی دارای هفت واکه است: /a/, /e/, /i/, /o/, /u/, /ə/ و /ɨ/. افزون بر آن دو واکه /ø/ و /y/ نیز در برخی واژه‌ها دیده می‌شوند. همچنین این زبان دارای چهار نیمواکه و بیست همخوان است.

### صداهای آمیزشی
- صداهای آمیزشی زیرین از این دستند: ai, au, ei, eu, ii, iu, oi, ou, ui, ăi, ău, îi, îu.
- صداهای آمیزشی زبرین از این دستند:ea, eo, ia, ie, io, iu, oa, ua, uă.

## سه‌واکه‌ها
- در جایی که واکه اصلی میان دو نیم‌واکه جای گیرد:eai, eau, iai, iau, iei, ieu, ioi, iou, oai.
- در جایی دو نیم‌واکه پیش از واکه اصلی جای‌گیرند:eoa, ioa.

## الفبای رومانیایی
الفبای رومانیایی و نام هر واج در پی می‌آید:
A, a (a); Ă, ă (ă); Â, â (â din a); B, b (be), C, c (ce); D, d (de), E, e (e); F, f (fe / ef); G, g (ghe / ge); H, h (ha / haş); I, i (i); Î, î (î din i); J, j (je), K, k (ka de la kilogram), L, l (le / el); M, m (me / em); N, n (ne / en); O, o (o); P, p (pe); R, r, (re / er); S, s (se / es); Ș ș (șe); T, t (te); Ț ț (țe); U, u (u); V, v (ve); X, x (ics); Z, z (ze / zet).
الفبای رومانیایی از ریشه الفبای لاتین با افزودن پنج حرف بدان است. در آغاز این واج‌های افزوده ۱۲تا بود، ولی در بهسازی‌های پسین از شمارشان کاسته شد. همچنین در آغاز سده بیستم نشانه واکه‌های کوتاه افزوده‌شد.

## چند واژه و جمله پیش پا افتاده
român (=رُمِن):مرد رومانیایی
româncă (=رُمِنکه):زن رومانیایی
Salut (=سالوت):درود
Buna (بونا) سلام
la mulţi ani (لآ مولتس ان) سال نو مبارک _ تولدت مبارک
Cum te cheamă (=کوم ته که‌آمه):نامت چیست؟
Ce mai faci (=چه مائی فاچی):چطوری؟
ciţi ani ai (کیتس آن ای) چند سال داری؟
La revedere (=لارِوِدِره):بدرود
Mulţumesc (=مول‌تسومِسک):سپاسگزارم
Da:بله
Nu:نه